# Parafia Wszystkich Świętych w Lasowicach Wielkich
Parafia Wszystkich Świętych — rzymskokatolicka parafia mieszcząca się w Lasowicach Wielkich pod numerem 5, należąca do dekanatu Kluczbork w diecezji opolskiej. Kościół parafialny pod wezwaniem Wszystkich Świętych należy do Szlaku Drewnianego Budownictwa Sakralnego, który w całości obejmuje drewniane kościoły w woj. opolskim.

## Historia parafii
Pierwsze informacje o parafii w Lasowicach Wielkich wzmiankowane są w 1447 roku w rejestrze świętopietrza w archiprezbiteracie oleskim. W 1519 roku wymieniany jest również kościół parafialny pw. Wszystkich Świętych. W XVI wieku kościół został przejęty przez protestantów, co spowodowało likwidację parafii katolickiej. Wierni katoliccy należeli wówczas i uczęszczali na nabożeństwa do kościoła parafialnego w Bogacicy. W 1837 roku ponownie została utworzona parafia katolicka.
Obecnie proboszczem parafii jest ksiądz Andrzej Jerzy Szymon.

## Liczebność i obszar parafii
Parafię zamieszkuje 1562 mieszkańców. Swoim zasięgiem duszpasterskim obejmuje ona miejscowości:
- Lasowice Wielkie,
- Jasienie,
- Trzebiszyn.

### Przedszkola i szkoły
- Publiczne Gimnazjum w Lasowicach Wielkich,
- Publiczna Szkoła Podstawowa w Lasowicach Wielkich,
- Publiczne Przedszkole w Lasowicach Wielkich,
- Zespół szkolno-przedszkolny w Jasieniu.

### Inne kościoły i kaplice
- Kościół filialny św. Rodziny w Jasieniu,
- Kaplica św. Jadwigi w Trzebiszynie[3].

## Duszpasterze

### Kapłani po 1945 roku

#### Proboszczowie
- ks. Paweł Kempa,
- ks. Zygmunt Kowalik,
- ks. Gerhard Klein,
- ks. Marcin Tomczyk,
- ks. Andrzej Szymon.

#### Wikariusze
- ks. Marian Czajer[3].